# Carbure de bore
Le carbure de bore est un composé chimique de formule approchée B4C. Henri Moissan, prix Nobel de chimie en 1906, l'a synthétisé en 1894 par divers procédés. C'est une céramique réfractaire ultradure et, à température modérée, très résistante à l'usure des surfaces — davantage encore que le nitrure de silicium Si3N4. La cohésion du carbure de bore est assurée essentiellement par des liaisons covalentes. Avec une dureté voisine de 9,3 sur l'échelle de Mohs et une dureté Vickers de l'ordre de 38 GPa, il s'agit de l'un des matériaux les plus durs qu'on connaisse, plus dur que l'alumine Al2O3 et de dureté comparable à celle du carbure de silicium SiC, dépassée seulement par un petit nombre de matériaux tels que le nitrure de bore cubique et le diamant. Il est de surcroît particulièrement inerte chimiquement, demeurant totalement insensible à l'acide fluorhydrique HF et à l'acide nitrique HNO3 à chaud ; il est en revanche attaqué par l'oxygène O2 et le chlore Cl2 au-dessus de 1 000 °C. Enfin, sa température de fusion dépasse 2 300 °C pour une masse volumique d'environ 2,51 g·cm-3. Toutes ces propriétés le font utiliser par exemple dans les blindages pour chars d'assaut ou les plaques de protection de certains gilets pare-balles.

## Structure cristalline et propriétés physiques

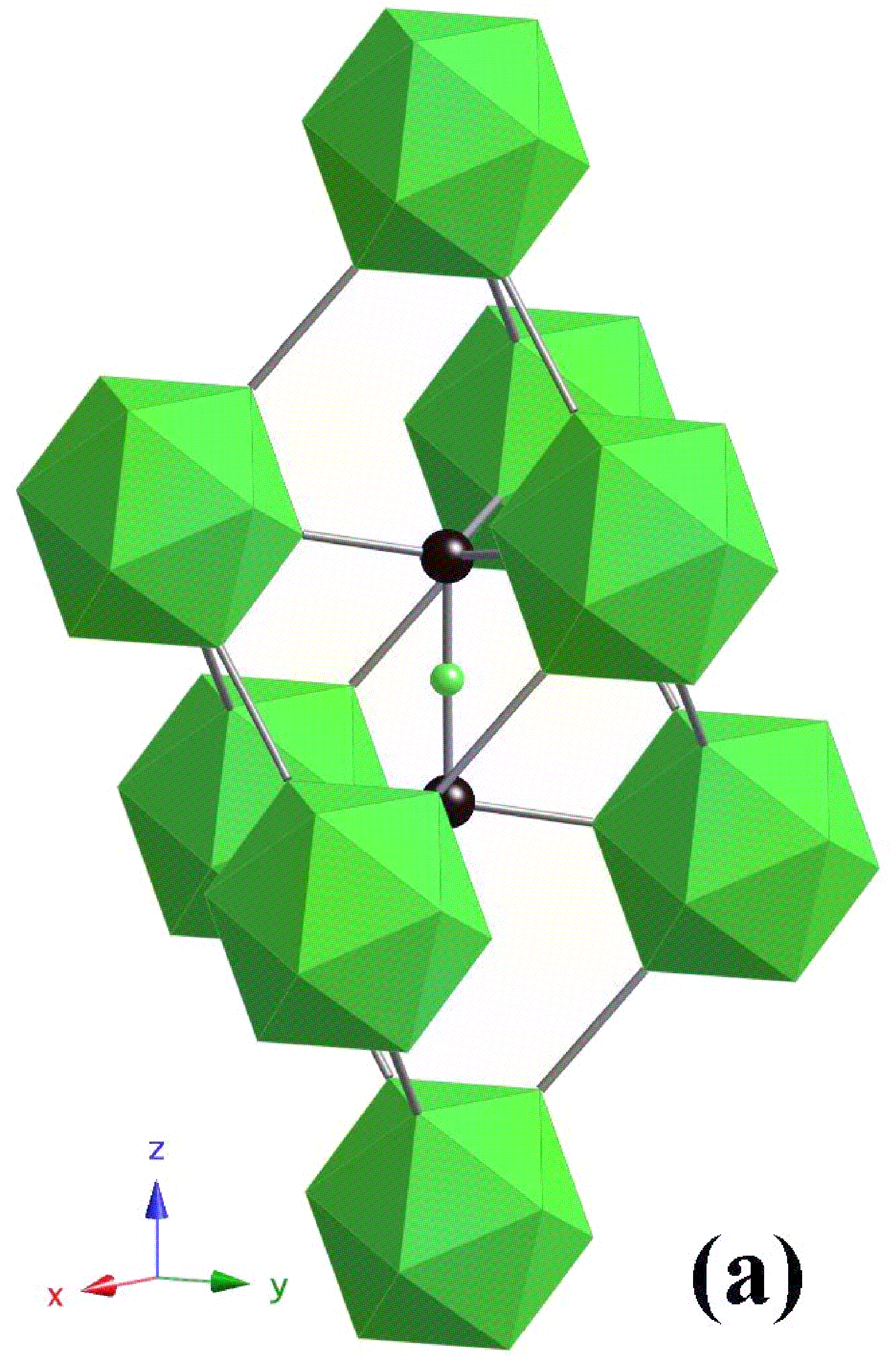
Structure cristalline du carbure de bore (les atomes de carbone sont en noir tandis que les atomes et les icosaèdres de bore sont en vert).

Le carbure de bore présente la structure cristalline complexe typique des borures à icosaèdres. Dans cette structure, des icosaèdres B12 forment un réseau rhomboédrique (groupe d'espace R3m, no 166, paramètres cristallins a = 0,56 nm et c = 1,212 nm) entourant une chaîne C–B–C qui se trouve au centre de la maille élémentaire, avec les deux atomes de carbone formant un pont entre les trois icosaèdres voisins. Il s'agit d'une structure en couches : les icosaèdres B12 et les atomes de carbone pontant forment un réseau plan parallèle au plan c et qui s'empilent le long de l'axe c. Le réseau est formé de deux unités structurelles de base : des icosaèdres B12 et des octaèdres B6. La petite taille des octaèdres fait qu'ils ne peuvent pas s'interconnecter dans le réseau, de sorte qu'ils se lient aux icosaèdres, ce qui réduit la force des liaisons dans les plans c.
La présence d'icosaèdres B12 fait que la formule chimique « idéale » du carbure de bore est souvent écrite B12C3 plutôt que B4C, de sorte que le déficit en carbone par rapport à la stœchiométrie B4C est représentée par une combinaison d'unités B12C3 et B12C2,. Certaines études suggèrent la possibilité d'incorporer un ou plusieurs atomes de carbone dans les icosaèdres de bore, ce qui donne des formules allant de (B11C)CBC, soit B4C, à B12(CBB), soit B14C, d'un bout à l'autre de l'échelle des stœchiométries possibles. Par conséquent, le « carbure de bore » n'est pas un composé unique mais une famille de substances ayant des compositions chimiques apparentées mais distinctes. Un intermédiaire courant, qui approche une stœchiométrie couramment observée, est B12(CBC), soit B6,5C. Les calculs quantiques ont démontré que le désordre dans la distribution des atomes de carbone et bore dans les différents sites du cristal détermine plusieurs des propriétés du matériau, notamment la symétrie du matériau B4C et le caractère non métallique du matériau B13C2.
Le carbure de bore est connu pour sa dureté, sa section efficace élevée pour l'absorption des neutrons, et sa stabilité par rapport aux rayonnements ionisants et à la plupart des composés chimiques. Sa dureté Vickers vaut 38 GPa, son module d'élasticité vaut 460 GPa et sa ténacité vaut 3,5 MPa·m1/2, valeurs qui approchent celles du diamant (1 150 GPa et 5,3 MPa·m1/2 respectivement). Le nitrure de bore cubique et le diamant sont les deux seules substances connues plus dures que le carbure de bore.
Par ailleurs, le carbure de bore est un semiconducteur, généralement de type p (avec un excès de trous), dont les propriétés électroniques sont dominées par un transport par sauts. La largeur de bande interdite est estimée à 2,09 eV, avec plusieurs états intermédiaires qui compliquent le spectre de photoluminescence.

## Résistance à l'oxydation
Le carbure de bore résiste à l'oxydation par l'oxygène de l'air à la suite d'un phénomène de passivation conduisant à la formation d'un film protecteur de sesquioxyde de bore B2O3 :
2 B4C + 7 O2 ⟶ 2 CO + 4 B2O3 ;
2 B4C + 8 O2 ⟶ 2 CO2 + 4 B2O3.
La température joue un rôle clef dans cette réaction en raison de l'équilibre de Boudouard, qui nécessite une température élevée pour favoriser la formation du monoxyde de carbone CO à partir du carbone en présence de dioxyde de carbone CO2. Le sesquioxyde de bore formé est un solide qui fond à 450 °C lorsqu'il est cristallisé, et à température encore moins élevée lorsqu'il est amorphe. Sa fusion empêche la pénétration de l'oxygène dans le matériau, ce qui bloque la propagation de l'oxydation. Cependant, dans les applications de résistance à l'usure des surfaces, des températures bien plus élevées sont souvent atteintes, ce qui réduit fortement la viscosité du sesquioxyde de bore. Dans ces conditions, l'oxygène de l'air peut plus facilement diffuser à travers le film de B2O3, et oxyder l'intérieur du matériau.
D'autres céramiques concurrentes comme le nitrure de silicium Si3N4 et le carbure de silicium SiC résistent mieux à l'oxydation à chaud car elles sont protégées par un film en dioxyde de silicium SiO2, dont la viscosité à haute température demeure plus élevée, ce qui limite la diffusion de l'oxygène à l'intérieur des matériaux.

## Production
Il est possible d'obtenir du carbure de bore sous forme de cristaux grossiers à partir de carbone et de sesquioxyde de bore B2O3 dans un four électrique à 2 400 °C, au-dessus du point de fusion de B4C :
2 B2O3 + 7 C ⟶ B4C + 6 CO.
Il est également possible d'obtenir du carbure de bore sous forme de poudre par réduction du sesquioxyde de bore avec du magnésium en présence de carbone dans un creuset en graphite, les composés de magnésium produits étant éliminés par traitement à l'acide :
2 B2O3 + 6 Mg + C ⟶ B4C + 6 MgO.

## Utilisations
Le carbure de bore connaît plusieurs types d'applications. Sa dureté, sa ténacité et sa masse volumique en font un matériau largement utilisé pour réaliser des blindages, par exemple pour chars de combat ou sous forme de plaques dans les gilets pare-balles. Il est également utilisé comme abrasif dans les opérations de sablage. Sa section efficace d'absorption des neutrons sans pour autant former de radionucléides à vie longue en fait un poison à neutrons largement utilisé dans les barres de contrôle des centrales nucléaires ; dans cet usage, il est souvent employé sous forme de poudre pour maximiser la surface du matériau.
Plus anecdotique, le carbure de bore a été étudié comme élément de dispositif pyrotechnique susceptible, associé au tris(2,2,2-trinitroéthyl)borate, de produire une lumière verte intense. Ceci a été proposé en 2014 par un laboratoire de recherche militaire américain sur les explosifs. Il pourrait remplacer les produits à base de baryum qu'il surpasse, y compris pour les feux d'artifice.